# Philosophischer Garten
Der Begriff Philosophischer Garten wird als Umschreibung für Gärten benutzt, die im weitesten Sinne zur Kontemplation und Muße einladen. Dabei ist dieser Begriff nicht klar umrissen, es gibt auch keine deutliche Anlageform dieses Gartens. Die verschiedenen Gärten verfolgen dabei mit ihren Konzepten unterschiedliche Ziele. Der Grundgedanke wird auf Platon zurückgeführt und den von ihm ausgestalteten Olivenhain Akademos 385 v. Chr., der späteren Akademie. Als Begriff wurde der „Philosophische Garten“ von Voltaire literarisch verwendet.
Der Philosophische Garten ist dem Themengarten zuzuordnen und ist die kleinere Version des Themenparks. Die Inhalte und Gegenstände besitzen einen Eigencharakter und sind auf ein bestimmtes Thema abgegrenzt.
Beispiele für als philosophisch bezeichnete Gärten in Deutschland:
- Comenius-Garten in Berlin-Neukölln
- Philosophischer Garten in Egestorf (Landkreis Harburg, Niedersachsen)
- Philosophischer Friedhofsgarten in Kanzem (Landkreis Trier-Saarburg, Rheinland-Pfalz)
- Musisch-philosophischer Garten in Oberhausen (Nordrhein-Westfalen)
- „Der philosophische Garten“ in Stuttgart (Baden-Württemberg)